# Ceramica Panaria-Navigare 2007
Questa voce raccoglie le informazioni riguardanti la Ceramica Panaria-Navigare nelle competizioni ufficiali della stagione 2007.

## Stagione
La squadra ciclistica irlandese Ceramica Panaria-Navigare partecipò, nella stagione 2007, alle gare dei circuiti continentali UCI, UCI Europe Tour e UCI Asia Tour.

## Organico

### Staff tecnico
GM=General manager; DS=Direttore sportivo.
|  | Naz.              | Ruolo | Sportivo           |  |  |  |
|  | ----------------- | ----- | ------------------ |  |  |  |
|  | Italia (bandiera) | GM    | Roberto Reverberi  |  |  |  |
|  | Italia (bandiera) | DS    | Fabiano Fontanelli |  |  |  |
|  | Italia (bandiera) | DS    | Bruno Reverberi    |  |  |  |

### Rosa
|  | Naz.                 |  | Sportivo                   | Anno |  |  |
|  | -------------------- |  | -------------------------- | ---- |  |  |
|  | Messico (bandiera)   |  | Moisés Aldape              | 1981 |  |  |
|  | Italia (bandiera)    |  | Fortunato Baliani          | 1974 |  |  |
|  | Argentina (bandiera) |  | Guillermo Rubén Bongiorno  | 1978 |  |  |
|  | Italia (bandiera)    |  | Antonio Bucciero           | 1982 |  |  |
|  | Italia (bandiera)    |  | Daniele Colli              | 1982 |  |  |
|  | Italia (bandiera)    |  | Tiziano Dall'Antonia       | 1983 |  |  |
|  | Italia (bandiera)    |  | Paride Grillo              | 1982 |  |  |
|  | Colombia (bandiera)  |  | Luis Laverde               | 1979 |  |  |
|  | Italia (bandiera)    |  | Luca Mazzanti              | 1974 |  |  |
|  | Ucraina (bandiera)   |  | Serhij Matvjejev           | 1975 |  |  |
|  | Italia (bandiera)    |  | Andrea Pagoto              | 1985 |  |  |
|  | Messico (bandiera)   |  | Julio Alberto Pérez Cuapio | 1977 |  |  |
|  | Italia (bandiera)    |  | Domenico Pozzovivo         | 1982 |  |  |
|  | Italia (bandiera)    |  | Matteo Priamo              | 1982 |  |  |
|  | Argentina (bandiera) |  | Maximiliano Richeze        | 1983 |  |  |
|  | Colombia (bandiera)  |  | Miguel Ángel Rubiano       | 1984 |  |  |
|  | Italia (bandiera)    |  | Filippo Savini             | 1985 |  |  |
|  | Italia (bandiera)    |  | Emanuele Sella             | 1981 |  |  |
|  | Italia (bandiera)    |  | Francesco Tomei            | 1985 |  |  |

## Palmarès

### Corse a tappe
- Vuelta a Guanajuato

2ª tappa (Moisés Aldape)
Classifica generale (Moisés Aldape)
- Circuit de la Sarthe

2ª tappa (Paride Grillo)
- Volta a Portugal

1ª tappa (Paride Grillo)
7ª tappa (Paride Grillo)
- Giro d'Italia

6ª tappa (Luis Laverde)
- Circuit de Lorraine

2ª tappa (Matteo Priamo)
- Giro del Trentino

4ª tappa (Maximiliano Richeze)
- Tour de Langkawi

2ª tappa (Maximiliano Richeze)
- Tour de Luxembourg

1ª tappa (Maximiliano Richeze)
- Vuelta de San Juan

4ª tappa (Maximiliano Richeze)
- Clásica Ciudad de Girardot

3ª tappa (Miguel Ángel Rubiano)
- Brixia Tour

2ª tappa, 2ª semitappa (Emanuele Sella)

### Corse in linea
- Gran Premio Città di Camaiore (Fortunato Baliani)
- Gran Premio Nobili Rubinetterie (Luis Laverde)
- Grand Prix de la Ville de Rennes (Serhij Matvjejev)
- Gran Premio di Lugano (Luca Mazzanti)

## Classifiche UCI

### UCI Europe Tour
Individuale
Piazzamenti dei corridori della Ceramica Panaria-Navigare nella classifica dell'UCI Europe Tour 2007.
| Pos. | Ciclista             | Punti |
| ---- | -------------------- | ----- |
| 2    | Luca Mazzanti        | 462   |
| 53   | Paride Grillo        | 199   |
| 73   | Fortunato Baliani    | 168   |
| 88   | Emanuele Sella       | 149   |
| 106  | Luis Laverde         | 136   |
| 121  | Tiziano Dall'Antonia | 124   |
| 147  | Matteo Priamo        | 103   |
| 162  | Maximiliano Richeze  | 96    |
| 204  | Antonio Bucciero     | 81    |
| 388  | Domenico Pozzovivo   | 44    |
| 553  | Miguel Ángel Rubiano | 28    |
| 782  | Moisés Aldape        | 14    |
| 1092 | Daniele Colli        | 7     |

Squadra
La Ceramica Panaria-Navigare chiuse in terza posizione con 1437 punti.

### UCI Asia Tour
Individuale
Piazzamenti dei corridori della Ceramica Panaria-Navigare nella classifica dell'UCI Asia Tour 2007.
| Pos. | Ciclista            | Punti |
| ---- | ------------------- | ----- |
| 16   | Maximiliano Richeze | 88    |
| 199  | Francesco Tomei     | 7     |

Squadra
La Ceramica Panaria-Navigare chiuse in tredicesima posizione con 95 punti.